# Thurlow Weed
Thurlow Weed (ur. 15 listopada 1797 w Cairo, zm. 22 listopada 1882 w Nowym Jorku) – amerykański dziennikarz i polityk.

## Życiorys
Urodził się 15 listopada 1797 w Cairo. Pochodził z ubogiej farmerskiej rodziny i z tego powodu krótko uczęszczał do szkoły. W latach młodości pracował między innymi jako pomocnik w kuźni czy chłopiec okrętowy na łódkach, pływających po rzece Hudson. Przez pewien czas służył także w wojnie z Wielką Brytanią. Na początku lat 20. zainteresował się dziennikarstwem i polityką, zaprzyjaźniając się z DeWittem Clintonem i Johnem Quincym Adamsem. W 1824 roku został wybrany do legislatury stanowej Nowego Jorku, a rok później zakupił gazetę Rochester Telegraph. Wkrótce potem zaangażował się w ruch sprzeciwiający się wolnomularstwu, a w 1828 roku został wybrany przewodniczącym Partii Antymasońskiej. Rok później ponownie został wybrany do legislatury stanowej i rozpoczął wydawać Albany Evening Journal. Pierwszy numer gazety wspierającej antymasonów pojawił się w 1830 roku. Zorientował się wówczas, że formacja której przewodzi nie ma wystarczającego poparcia, by stać się ogólnokrajową partią.
Na początku lat 30. zaczął sympatyzować z Henrym Clayem, późniejszym współtwórcą Partii Wigów. Wydawana przez niego gazeta była jednym z głównych organów politycznych, prezentujących poglądy wigów. Pomogła ona odnieść wigom zwycięstwo w wyborach gubernatorskich w 1838 i prezydenckich w 1840 roku. Po wojnie z Meksykiem, majątek Weeda znacznie się powiększył. Popierał on politykę Williama Henry’ego Harrisona i Zachary’ego Taylora. Po jego śmierci był rozczarowany działaniem Millarda Fillmore’a i kompromisem 1850 roku. Dwa lata później, widząc rozpadającą się Partię Wigów, wyjechał z kraju. W połowie lat 50. wrócił i wraz ze swoim przyjacielem, Williamem Sewardem, dołączył do nowo powstałej Partii Republikańskiej. Lobbował za nominacją prezydencką Sewarda przed wyborami w 1860 roku, jednak bezskutecznie. W 1861 roku Seward, z polecenia prezydenta Lincolna wysłał Weeda z misją dyplomatyczną do Wielkiej Brytanii. W czasie wojny secesyjnej sprzedał gazetę, a po śmierci prezydenta w 1865 roku, wycofał się z polityki. Zmarł 22 listopada 1882 roku w Nowym Jorku.